# Nolberto Solano
Nolberto „Nobby“ Albino Solano Todco (* 12. Dezember 1974 in Callao) ist ein ehemaliger peruanischer Fußballspieler und aktueller -trainer. Zumeist auf der rechten Mittelfeld- oder Abwehrposition eingesetzt, gewann er in jungen Jahren mit Sporting Cristal drei peruanische Meisterschaften, bevor er über den Umweg Argentinien (bei den Boca Juniors) ab 1998 den Großteil seiner aktiven Laufbahn im englischen Profifußball verbrachte. Dazu absolvierte er zwischen 1994 und 2009 insgesamt 95 A-Länderspiele für Peru und nahm dreimal an einer Copa América teil (1995, 1999 und 2004).

## Sportlicher Werdegang

### Anfänge in Südamerika (bis 1997)
Solano wurde als jüngstes Kind in eine Familie von insgesamt vier Brüdern und zwei Schwestern geboren. Inspiriert durch die peruanische Teilnahme an der WM 1982 in Spanien begeisterte er sich schnell für den Fußballsport. Dank der Hilfe von Roberto Rojas, peruanischer WM-Teilnehmer von 1978 und bekannt mit Solanos Vater, wurde ein Probetraining bei Alianza Lima vereinbart und so spielte er im Alter von elf Jahren erfolgreich in einer Gruppe von Kindern des 1974er-Jahrgangs vor. Er verschaffte sich danach in der Truppe von 25 Kindern einen Vorteil, indem er die Abwehrzentrale als seine Lieblingsposition angab und fand somit schnell in die Mannschaft, in der seine Kameraden alle Mittelstürmer spielen wollten. Im Alter von zwölf Jahren wurde Solano zum Mannschaftskapitän und zwei Jahre später vertrat er erstmals Peru in einem Nachwuchsnationalteam. Obwohl absehbar war, dass er zu den eher kleineren Spielern gehören würde, wurde er weiter in der Defensivmitte eingesetzt und bis 1992 blieb er Alianza Lima treu.
Im selben Jahr 1992 unterzeichnete der damals 17-jährige Solano seinen ersten Profivertrag bei Sporting Cristal. Der vereinsinterne Wettbewerb war für Solano jedoch sehr schwierig und in seinem ersten Profijahr absolvierte er lediglich sechs Partien in der ersten Mannschaft. Während dieser Zeit wechselte er auf die rechte Abwehrseite, was ihm ermöglichte, sich häufiger ins Offensivspiel einzuschalten als zuvor. Gegen Ende der ersten Saison erhielt Solano ein Angebot des Erstligakonkurrenten Deportivo Municipal, der ihm regelmäßige Einsatzzeiten versprach. Die Hoffnungen erfüllten sich und in seiner kurzen Zeit bei dem neuen Arbeitgeber avancierte der 18-Jährige zum Stammspieler. Um sich jedoch sportlich weiterzuentwickeln, versuchte sich Solano ein weiteres Mal bei dem ungleich ambitionierteren Sporting Cristal durchzusetzen, bei dem ihm außerdem eine mögliche Teilnahme an der Copa Libertadores lockte. Den Weg in die Stammformation fand er schließlich über die Rolle als linker Außenverteidiger und der Erfolg ließ nicht lange auf sich warten. Gleich dreimal in Serie gewann Solano mit Sporting Cristal zwischen 1994 und 1996 die peruanische Meisterschaft, die jeweils im Kalenderjahr von Februar bis Dezember ausgespielt wurde. Daneben war er zwischen 1994 und 1997 in jedem Jahr in der Copa Libertadores aktiv. Größter Erfolg war hier 1997 der Einzug ins Finale, in dem Solano mit seinen Mannen knapp dem brasilianischen Vertreter Cruzeiro Belo Horizonte unterlag.
Obwohl Solanos Ziel immer in Europa lag, nahm er als 22-Jähriger ein Angebot des argentinischen Spitzenklubs Boca Juniors an, wobei zu den künftigen Mannschaftskameraden Claudio Caniggia und – zumindest für kurze Zeit – Diego Maradona zählten. Die hochgesteckten Ziele wurden zwar verfehlt (selbst ein zweiter Platz in der Liga galt als enttäuschend), aber Solano fand sich gut in dem neuen Umfeld, das deutlich mehr Druck von Seiten der Fans und Medien mit sich brachte, zurecht. Gleichzeitig mehrte sich das Interesse aus Europa, speziell von Vereinen aus der englischen Premier League. Konkrete Gespräche gab es dann mit dem FC Arsenal und Newcastle United und während sich die Verhandlungen mit den „Gunners“ hinzogen, machte Newcastles Trainer Kenny Dalglish ein konkretes und attraktives Angebot, das alle Vertragsparteien im August 1998 akzeptieren konnten.

### Newcastle United (1998–2004)
Newcastle United besaß in Südamerika Mitte der 1990er-Jahre mit dem Kolumbianer Faustino Asprilla in den eigenen Reihen einen sehr guten Ruf, hatte in der Champions League gespielt und dazu kurz zuvor zweimal die englische Vizemeisterschaft gewonnen. Zwei Monate nach Dalglishs Verpflichtung wurde Ruud Gullit Solanos neuer Trainer, wobei seine Position je nach Taktik zwischen Flügelspieler im herkömmlichen 4-4-2-System und „Wingback“ zwischen Abwehr und Mittelfeld in der 5-3-2-Anordnung wechselte, wobei die rechte Seite bevorzugt wurde. Neben seiner trickreichen Spielweise und der Schnelligkeit überzeugte Solana als erster Peruaner im englischen Profifußball auf Anhieb auch durch seine Fähigkeiten als Freistoßspezialist. Gegen Manchester United sorgte er per Standardsituation für den 1:0-Führungstreffer (Endstand 1:2) und gegen denselben Gegner absolvierte er das Endspiel im FA Cup, das mit 0:2 ebenfalls verloren ging. In der Premier League waren die „Magpies“ in die untere Tabellenhälfte abgerutscht, aber unter Gullits Nachfolger Bobby Robson belegte Newcastle zumindest in der Saison 1999/2000 wieder einen Platz im gesicherten Mittelfeld. Daran hatte auch Solano seinen Anteil und er harmonierte besonders gut mit Kieron Dyer. Pressegerüchten in England zufolge soll während dieser Zeit auch Real Madrid ein Transferangebot in Höhe von circa zehn Millionen Pfund abgegeben haben. Zu dem Wechsel kam es jedoch nicht und in der anschließenden Spielzeit 2000/01 war er gemeinsam mit Carl Cort bester Ligatorschütze seiner Mannschaft.
In den beiden Spielzeiten 2001/02 und 2002/03 gelang Solano jeweils mit Newcastle der Sprung unter die besten vier Premier-League-Mannschaften, womit die Qualifikationsspiele für die Champions League erreicht wurden. Solano hatte dabei die 200-Pflichtspiele-Marke für Newcastle überschritten und war damit zu einem „Dauerbrenner“ im Verein geworden. Plötzlich musste er zu Beginn der Spielzeit 2003/04 aber vermehrt um seinen Stammplatz kämpfen und kurz vor Ende der Wintertransferperiode wechselte er Ende Januar 2004 für 1,5 Millionen Pfund zum Erstligakonkurrenten Aston Villa.

### Die letzten Premier-League-Jahre (2004–2008)
Nach seinem gelungenen Debüt für Aston Villa am 31. Januar 2004 bei Leicester City (5:0) hatte er zwar zunächst mit kleineren Verletzung zu kämpfen, aber bereits in der folgenden Saison 2004/05 zeigte er beständig gute Leistungen und wurde erneut vereinsintern bester Ligatorschütze. Dennoch entschloss er sich nach drei Partien zu Beginn der Saison 2005/06 für Aston Villa Ende August 2005 zu einer Rückkehr zu Newcastle United. Verletzungsbedingt verzögerte sich der Einstand dort um zwei Monate. Er bekleidete danach im Mittelfeld eine zentralere Position als zuvor, bevor er nach dem Trainerwechsel zu Glenn Roeder wieder mehr auf der gewohnten rechte Seite agierte. Am letzten Spieltag gegen den designierten Meister FC Chelsea zog er sich eine schwere Wadenverletzung zu und er wurde bei gleichzeitig stehenden Ovationen vom Platz getragen. Während des Ausfalls des Rechtsverteidigers Stephen Carr half Solano als Vertretung aus und um die Defensive insgesamt zu stabilisieren, agierte er dort auch oft nach Carrs Rückkehr, der wiederum auf die linke Seite wechselte.
Genau zwei Jahre nach seinem „Last-Minute-Transfer“ zu Newcastle gegen Ende des Sommertransferfensters wechselte Solano Ende August 2007 zum Erstligakonkurrenten West Ham United, auch aus familiären Gründen, da sich diese in London niedergelassen hatte. Seine Zeit bei den „Hammers“ stand jedoch unter keinem guten Stern, denn nach einem erfolgreichen Debüt per Einwechslung gegen den AFC Sunderland (3:1) litt er in der Saison 2007/08 nicht unwesentlich unter Blessuren und im Sommer 2008 wurde er „freigestellt“.

### Karriereausklang (2008–2012)
Nach einem Kurzengagement in Griechenland bei AE Larisa kehrte er in seine peruanische Heimat zurück und gewann dort mit Universitario de Deportes eine weitere Meisterschaft, bevor es ihn noch einmal nach England zog. Ziel war im Januar 2010 der Zweitligist Leicester City und bei den „Foxes“ nahm er zumeist defensive Aufgaben war (vor allem nach dem verletzungsbedingten Ausfall von Michael Morrison), wodurch er auch ohne eigenen Torerfolg blieb. Nach dem Erreichen der Play-off-Spiele schied Solano im Halbfinale gegen Cardiff City im Elfmeterschießen aus, wenngleich Solano seinen Schuss verwandelt hatte. Nach zwei weiteren Jahren als Ergänzungsspieler für den Zweitligisten Hull City in der Saison 2010/11 und im Anschluss in der dritten Spielklasse für Hartlepool United beendete Solano seine aktive Karriere.

### Peruanische Nationalmannschaft
Solano absolvierte am 3. Mai 1994 gegen Kolumbien (0:1) sein erstes von insgesamt 95 A-Länderspielen für Peru. Er war fortan eine feste Größe, wenngleich er nach seinem Wechsel nach Europa häufig aufgrund der Reisestrapazen nur zu Pflichtspielen antrat. Während ihm eine Teilnahme an einer WM-Endrunde nicht vergönnt war, kam er in den Jahren 1995, 1999 und 2004 jeweils bei der Copa América zum Einsatz. Eine erste längere Nationalmannschaftspause legte er zwischen September 2001 und August 2003 ein, als sich Solano auf den Vereinsfußball konzentrierte. Nach Meinungsverschiedenheiten mit dem Trainer Freddy Ternero trat er im Juni 2005 zurück, bevor er sich im Jahr darauf für eine Rückkehr unter Franco Navarro entschied. Dessen ungeachtet wurde er für die Copa América 2007 nicht mehr nominiert und als sich abzeichnete, dass sein Land die Qualifikation für die WM 2010 in Südafrika verpasste, verkündete Solano sein endgültiges Aus als peruanischer Nationalspieler. Sein letztes Länderspiel hatte er am 14. Oktober 2009 in Lima gegen Bolivien (1:0) bestritten.

### Übergang ins Trainerfach
Seine ersten Schritte als Trainer ging Solano auf Teilzeitbasis für Newcastle Benfield ab Anfang 2012, während er noch als Spieler von Hartlepool United registriert war. Im Juni 2012 übernahm er in Peru bei seinem Ex-Klub Universitario de Deportes das Cheftraineramt und übte dieses bis zum Jahresende aus. Nächste Stationen waren zunächst in 2013 ebenfalls in Peru José Gálvez FBC sowie 2014 in Kanada kurz das in der unterklassigen League1 Ontario frisch gegründete Team Internacional de Toronto.

## Titel/Auszeichnungen
- Peruanischer Meister (4): 1994, 1995, 1996, 2009